# Concerto Abbreviato
Concerto Abbreviato est une composition musicale pour clarinette solo écrite par Petar Bergamo (en), pour le clarinettiste Milenko Stefanović (en), qui en donne la première représentation le 16 mars 1966 lors d'une tournée de concert au Royaume-Uni, et l'enregistre, la même année, pour PGP-RTB (en).
La pièce est publiée par Universal Edition (no 17273) en 1981.

## Analyse
Cette composition est d'une remarquable originalité. Écrite en un seul mouvement, elle est basée sur un thème constitué en partie d'une séquence de notes chromatiques, cachées derrière des intervalles de neuvième, d'octave diminuée et de septième. Le compositeur n'utilise parfois qu'un court motif de ce thème, prolongeant le thème lui-même à d'autres endroits de manière à englober les douze notes de l'échelle et parvient ainsi à construire une œuvre impressionnante. Condensant progressivement la texture musicale et accélérant le tempo, l'auteur crée une gradation de force extraordinaire, atteignant le climax dans la partie marquée con brio. Suivent l'apaisement et la méditation, pour disparaître complètement à la fin de la composition. Ce concerto fait un usage magistral de certaines nouvelles possibilités de la clarinette, comme le Flatterzunge ou l'effet d'une double tonalité qui est le résultat d'une différenciation dans les nuances. Écrite de manière non conventionnelle, sans les brillants passages habituels, cette œuvre a atteint des qualités sonores assez nouvelles et inhabituelles. Cependant, tous ces moyens inventifs conçus et réalisés par la clarinette ne sont pas là pour un simple effet, le compositeur les ayant utilisés exclusivement pour exprimer le contenu émotionnel de son œuvre,.

## Récompenses
Cette composition a remporté en 1966 le prix de la Radio-Télévision de la Yougoslavie et a été sélectionnée comme pièce obligatoire pour le concours international des Jeunesses musicales internationales à Belgrade (1971).

## Enregistrements
- LP 22-2528 STEREO, Produkcija gramofonskih ploča Radio-televizije Beograd, Belgrade, 1966.
- Clarinet Solo Works avec  Joze Kotar (clarinette)[5].